# حكايات من التاريخ (مسلسل)
حكايات من التاريخ مسلسل سوري قديم تم إنتاجه عام 1990.

## فريق العمل

### المؤلف
- الاستاذ خالد الشريقي

### المخرج
- أحمد العاشق

### الممثلين
- هاني الروماني
- بسام كوسا
- صباح عبيد
- نجاح سفكوني